# Perla (1936)
| «Перла»                                                                                          | «Перла» | «Перла» |
| ------------------------------------------------------------------------------------------------ | --- | --- |
| Perla (1936)                                                                                     | | |
|                                                                                                  | | |
| «Перла» у процесі добудови                                                                       | | |
| Верф                                                                                             | Cantieri Riuniti dell'Adriatico, Монфальконе                                                                | Cantieri Riuniti dell'Adriatico, Монфальконе                                                                |
| Під прапором                                                                                     | Королівство Італія                                                                                          | Королівство Італія                                                                                          |
| Належність                                                                                       | Королівські військово-морські сили Італії                                                                   | Королівські військово-морські сили Італії                                                                   |
| Порт приписки                                                                                    | Массауа | Массауа |
| Закладений                                                                                       | 31 серпня 1935                                                                                              | 31 серпня 1935                                                                                              |
| Спуск на воду                                                                                    | 3 травня 1936                                                                                               | 3 травня 1936                                                                                               |
| Введений до складу флоту                                                                         | 8 червня 1936                                                                                               | 8 червня 1936                                                                                               |
| На службі                                                                                        | 1936—1947                                                                                                   | 1936—1947                                                                                                   |
| Бойовий досвід                                                                                   | Друга світова війна                                                                                         | Друга світова війна                                                                                         |
| Проєкт                                                                                           | | |
| Тип ПЧ                                                                                           | Прибережний підводний човен                                                                                 | Прибережний підводний човен                                                                                 |
| Основні характеристики                                                                           | | |
| Швидкість (надводна)                                                                             | 14 вузлів                                                                                                   | 14 вузлів                                                                                                   |
| Швидкість (підводна)                                                                             | 8 вузлів (15 км/год)                                                                                        | 8 вузлів (15 км/год)                                                                                        |
| Робоча глибина занурення                                                                         | 80 м | 80 м |
| Дальність плавання                                                                               | 5 000 миль на швидкості 8 вузлів у надводному положенні 74 милі на швидкості 4 вузли у підводному положенні | 5 000 миль на швидкості 8 вузлів у надводному положенні 74 милі на швидкості 4 вузли у підводному положенні |
| Екіпаж                                                                                           | 4 офіцера, 32 старшин та матросів                                                                           | 4 офіцера, 32 старшин та матросів                                                                           |
| Розміри                                                                                          | | |
| Довжина найбільша (по КВЛ)                                                                       | 60,18 м | 60,18 м |
| Ширина корпусу найб.                                                                             | 6,45 м | 6,45 м |
| Середня осадка (по КВЛ)                                                                          | 4,7 м | 4,7 м |
| Водотоннажність надводна                                                                         | 626,11 тонн                                                                                                 | 626,11 тонн                                                                                                 |
| Силова установка                                                                                 | | |
| дизель-електрична; 2 × дизельних двигуни Fiat 2 × електродвигуни Cantieri Riuniti dell'Adriatico | | |
| Гвинти                                                                                           | 2 | 2 |
| Потужність                                                                                       | 2 × 1500 к. с. (дизелі) 2 × 800 к. с. (електродвигуни)                                                      | 2 × 1500 к. с. (дизелі) 2 × 800 к. с. (електродвигуни)                                                      |
| Озброєння                                                                                        | | |
| Артилерія                                                                                        | 1 × 100-мм гармата                                                                                          | 1 × 100-мм гармата                                                                                          |
| Торпедно- мінне озброєння                                                                        | 6 × 533-мм торпедних апаратів                                                                               | 6 × 533-мм торпедних апаратів                                                                               |
| ППО                                                                                              | 2 × 13,2-мм зенітних кулемети Breda Model 1931                                                              | 2 × 13,2-мм зенітних кулемети Breda Model 1931                                                              |

Італійський підводний човен «Перла» —  головний човен однойменного типу, побудований для Королівського ВМС Італії (Regia Marina) протягом 1930-х років. Його назвали на честь перлів.

## Історія служби

### У складі ВМС Італії
На момент вступу Італії у Другу світову війну «Перла» дислокувалася в Массауа у складі 82-ї ескадри під командуванням капітана Маріо Поучейна (Mario Pouchain).
20 червня через несправність системи кондиціонування електрик отримав тепловий удар. Капітан наказав провести огляд і технічне обслуговування, і субмарина спливла вночі 21 червня, щоб мінімізувати ризик отруєння. На світанку «Перла» занурилася, і незабаром кілька членів екіпажу захворіли. З часом все більше підводників почали проявляти ознаки отруєння хлорметаном, включаючи галюцинації. 22–23 червня «Перла» патрулювала свій район. 24 червня інший підводний човен повернувся в Массаву з половиною екіпажу, отруєного хлорметаном, і «Перла» було наказано негайно повернутися в Массауа для ремонту.
«Перла» розвернулася вночі 24 червня, але наступного дня командир теж захворів, а більше половини екіпажу страждало від отруєння. «Перла» довелося йти під водою через протоку Баб-ель-Мандеб, і температура всередині човна досягла 64 градусів.°C. 26 червня помер один моряк, захворіло ще більше людей. Нарешті на заході сонця підводний човен сплив на поверхню і відразу ж опинився навпроти британського шлюпа HMS Shoreham, який негайно атакував його. Підводний човен був змушений аварійно зануритися і пролежати на дні кілька годин, поки ворог скидав глибинні бомби, але отримав мінімальні пошкодження.
Увечері 26 червня «Перла» знову сплив на поверхню і продовжила свою подорож назад до Массауа. Однак вночі, коли він був приблизно в 20 милях від маяка Ск'яб-Шах, сів на мілину. До Массау було надіслано повідомлення з проханням про допомогу, і есмінці «Леоне» і «Пантера» разом з міноносцем «Джованні Ачербі» були відправлені. Leone був змушений повернути назад через відмову двигуна, а інші два кораблі повинні були зіткнутися з переважаючою групою противника (легким крейсером HMNZS Leander і есмінцями HMS Kingston і HMS Kandahar), які прямували до «Перли». «Кінгстон», наблизившись до підводного човна, відкрив вогонь, і «Перла» відповіла з палубної гармати, але її заклинило під час другого пострілу. Капітан Поучейн наказав залишити корабель і знищити всі секретні документи та коди. Лише своєчасне прибуття двох італійських авіаційних груп (вісім бомбардувальників SM-81) врятувало «Перла», оскільки вони атакували ворожі кораблі та змусили їх тікати.
У січні 1941 року, коли стало ясно, що Італійська Східна Африка зрештою впаде, було вирішено відправити підводні човни до окупованого нацистами Бордо, щоб спробувати врятувати їх від знищення або захоплення британцями. «Перла», як і інші підводні човни, був модифіковані для подорожі: паливні баки були збільшені, частина торпед та снарядів зняли, разом з деякими не вкрай необхідними на борту предметами.
«Перла» покинула Массауа 1 березня 1941 року під командуванням капітана Бруно Наппа. Коли човен виходив, його атакував глибинними бомбами британський бомбардувальник Bristol Blenheim, але безуспішно. «Перла» пересувалася під водою через Червоне море та протоку Баб-ель-Мандеб і спливла лише тоді, коли досягла Індійського океану. Субмарина рухалася на південь, пройшовши на схід від Мадагаскару, де зустрілася з німецьким рейдером «Атлантіс», для заправки і поповнення запаси. Капітан «Атлантіса» Бернхард Рогге писав у своїх мемуарах, що, побачивши маленький прибережний підводний човен і його виснажену команду, він висловив командиру, лейтенанту Бруно Наппу своє нерозуміння відданих йому наказів та запропонував своєму колезі дістатися до нейтральних Бразилії або Аргентини, щоб бути інтернованим. За його словами, Напп ввічливо відхилив пораду, сказавши, що зробить усе можливе, аби виконати наказ, викликавши велике захоплення Рогге. Тоді «Перлі» довелося подолати ще чотири тисячі морських миль до наступної зустрічі з німецьким судном забезпечення «Нортмарк». Човен продовжив свою подорож на північ, пройшовши повз острови Кабо-Верде, потім між Канарськими островами та Азорськими островами, а потім Біскайську затоку та зрештою прибув до Бордо 20 травня 1941 року. Загалом «Перла» пройшов 13 100 морських миль за 81 день навігації.
Після чотирьох місяців ремонту на базі «Перла» повернувся до виконання бойових завдань. 20 вересня 1941 року він вирушив з Бордо до Середземного моря через Гібралтарську протоку і 3 жовтня 1941 року прибув до Кальярі. Здійснив кілька бойових виходів, не досягнувши результатів.
6 липня 1942 року «Перла» під командуванням капітана Джоаккіно Вентури відплив до району своєї операції біля Кіпру. У другій половині дня 9 липня з підводногочовна помітили і запустила дві торпеди по британському корвету «Гайоцинт» біля Бейрута, але промахнулися. «Гайоцинт» контратакував глибинними бомбами, які зрештою завдали серйозної шкоди підводному човну, змусивши його спливти.
Капітан наказав екіпажу покинути підводний човен і відкрити кінгстони. Через пошкодження підводного човна деякі клапани не відкрилися, і підводний човен тонув дуже повільно. Абордажна команда з «Гайоцинту» висадиласяна «Перлі», закрила кінгстони. Корабель відбуксирував трофейний човен до Бейрута.
Весь екіпаж, крім офіцера Антоніо Де Марія, який загинув у зіткненні, був врятований, а потім взятий у полон британцями.

### На службі у сюзників
«Перла» була перейменована в P-712 і використовувалася Королівським флотом для оцінки рівня розвитку італійських підводних човнів. У 1943 році його передали до ВМС Греції, який перейменував його на «Матрозос» з номером вимпелу Υ-7. Човен служив у Військово-морських силах Греції до 1947 року, коли його вивели зі складу флоту, а згодом відправили на металобрухт.